# ビセンテ・フェレール
ビセンテ・フェレール（スペイン語：Vicente Ferrer, 1350年1月23日 - 1419年4月5日）は、中世ヨーロッパの聖職者。カタルーニャ語はビセン・ファレー（Vicent Ferrer）、フランス語はヴァンサン・フェリエ（Vincent Ferrier）。現在のスペイン・バレンシア出身で説教者としてヨーロッパ各地を巡り、演説で民衆を引き付け奇跡を起こす人として人々から尊敬された。カトリック教会の聖人で記念日は4月5日。

## 生涯
1350年、アラゴン連合王国を構成するバレンシア王国の都市バレンシアで誕生。父ギジェルモ・フェレールと母コンスタンシア・ミゲルの間には3人の娘と3人の息子がいた。ギジェルモは公証人であり上流階級とのつながりがあったため、有力者に息子の代父となってもらって洗礼を受けさせ、サント・トマス教区の『サンタ・アナの恩恵』を受けることができた。ビセンテが出生した当時、バレンシアは黒死病の流行に苦しんでいた。
聖職者を志し1367年にドミニコ会へ入り、レリダで勉強していたが、1378年に教会大分裂が始まるとアヴィニョン対立教皇クレメンス7世の側近ペドロ・デ・ルナ（後のベネディクトゥス13世）に引き立てられ司祭に叙階、アヴィニョン教皇庁の支持者となった。
主にバレンシアを始めイベリア半島で民衆にアヴィニョン支持を呼びかけ、至る所で民衆から熱狂的な人気を博した。1399年には活動をフランスなど他の国々にも足を延ばし、ペドロがクレメンス7世の後を継いで対立教皇ベネディクトゥス13世となると引き続きアヴィニョンに仕えた。1403年に彼がフランスと対立してアヴィニョンを退去、バレンシアのペニスコラへ移住しても立場を変えず、1412年にアラゴン王位を決める会議に弟のシャルトル会士ボニファシ・フェレールと共に出席、ベネディクトゥス13世の意向に沿いフェルナンド1世の即位に尽力した（カスペの妥協）。また、同郷人アルフォンソ・デ・ボルハ（後のカリストゥス3世）を見出し将来の栄達を予言、彼の進路に大きな影響を与えた。
しかし、教会大分裂を終わらせるべくコンスタンツ公会議がベネディクトゥス13世の廃位・教会の統一を図ると、1416年にベネディクトゥス13世の支持を撤回した。同年にフェルナンド1世も支持を撤回したため、翌1417年に両者から見放され孤立したベネディクトゥス13世は公会議から廃位宣言された（本人は認めず）。1418年にフランス北西部のブルターニュへ移動、民衆に大歓迎されながら説教を続け、翌1419年にヴァンヌで69歳で没した。死後の1455年に教皇カリストゥス3世に選出されたアルフォンソ・デ・ボルハにより列聖された。

## 事績・伝説
フェレールの説教は人の心に強く訴えるのが特徴で、地獄の責め苦を荒々しく語り、神に慈悲を願う時は優しく口調を使い分け、熱狂的な説教で飢餓・ペスト・社会不安に怯える聴衆を引き付けた。その人気は高く、ロバに乗って布教へ向かう彼の後を支持者がついていき、1409年にバルセロナを訪問した時は3000人もの人々が徒歩でついていたという。
1413年9月、フェレールがマヨルカ島に招かれ布教した時に奇跡とされる現象がいくつか記録され、パルマ・デ・マヨルカでは3回目の説教で雨が降り、日照りに苦しんでいた人々が喜んだ。続いてバルデモーサでは豪雨に見舞われたが、フェレールが祈祷すると雲が晴れ、説教壇に使っていたオリーブの木は聖遺物として崇められた。マヨルカ島で過ごした期間は約半年だったが、1414年2月にフェレールがアラゴンへ戻る際、市民・参事会員・貴族など別れを惜しんだ人々が港に集まる程の人望を得た。晩年のブルターニュ訪問でも民衆の人気や貴族からの尊敬は健在で、1456年にヴァンヌで遺体が埋葬されたが、ブルターニュ公国が徴税に求めた葬儀費用は大勢の庶民が進んで工面、埋葬も見送った程であった。
生涯にフランス・イングランド・スコットランド・アイルランド・イタリアなどを渡り歩き、説教はラテン語で書き、カタルーニャ語で話していた。カタルーニャ語はヨーロッパの他の言語と起源が同じで、外国でもある程度民衆と意思の疎通は可能だったとされ、フェレールは同行者が残した300編の説教記録で人々に訴えたカタルーニャ語の表現の豊かさが後世に伝えられたことにより、カタルーニャ語文学における重要人物とみなされている。